# 穆赫塔羅夫清真寺
穆赫塔羅夫清真寺 （俄语：Мече́ть Мухта́рова），俗稱遜尼派清真寺（Суннитская мечеть），是俄羅斯北奧塞梯共和國首府弗拉季高加索一家清真寺，服務信奉伊斯蘭教的奧塞梯人。
清真寺的名字取自於贊助興建清真寺的阿塞拜疆富商穆爾塔扎·穆赫塔羅夫，1900至1908年間興建。用於建造清真寺的白色石灰石是專門從巴庫郊區運送來的。1934年，蘇聯政府的市政廳決定拆除清真寺，韃靼第84騎兵團第25連連長貝特科涅夫命令他的手下對其加以保護。最後市政府只好作罷，將清真寺劃定為建築傑作。